# Oregonia bifurca
Oregonia bifurca är en kräftdjursart som beskrevs av Mary J. Rathbun 1902. Oregonia bifurca ingår i släktet Oregonia och familjen Oregoniidae. Inga underarter finns listade i Catalogue of Life.

## Bildgalleri

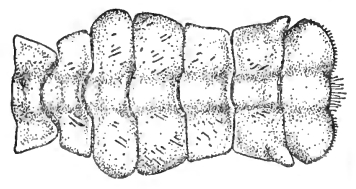